# Alejo Sarco
Alejo Sarco (Alberti, 6 de enero de 2006) es un futbolista argentino. Juega como delantero y su equipo actual es Bayer 04 Leverkusen, de Alemania.

## Trayectoria

### Vélez Sarsfield
El 30 de marzo de 2024 debutó con la primera de Vélez Sarsfield, en el marco de la Copa de la Liga Profesional 2024, frente a Talleres de Córdoba.
Convirtió su primer gol en la final contra Estudiantes, dándole la posibilidad a Vélez de llegar a la definición por penales.

### Bayer Leverkusen
El 1 de enero de 2025 al irse libre de Vélez Sarsfield, Sarco firmó su primer contrato para ser jugador del Bayer 04 Leverkusen hasta 2029.

## Selección nacional
El 1 de marzo de 2024 fue convocado en la primera lista del nuevo ciclo 2024-2025 de la Selección de fútbol sub-20 de Argentina.

## Estadísticas

### Clubes
Actualizado al último partido disputado el 1 de junio de 2024.
| Club                      | Div.                | Temporada           | Liga | Liga | Copa Nacional | Copa Nacional | Copa Internacional | Copa Internacional | Total | Total |
| Club                      | Div.                | Temporada           | PJ   | G    | PJ            | G             | PJ                 | G                  | PJ    | G     |
| ------------------------- | ------------------- | ------------------- | ---- | ---- | ------------- | ------------- | ------------------ | ------------------ | ----- | ----- |
| Vélez Sarsfield Argentina |                     |                     |      |      |               |               |                    |                    |       |       |
| 1.ª                       | 2024                | 4                   | 0    | 5    | 1             | -             | -                  | 9                  | 1     |       |
| Total                     | Total               | 4                   | 0    | 5    | 1             | -             | -                  | 9                  | 1     |       |
| Bayer 04 Leverkusen       | 1.ª                 | 2025                |      |      |               |               |                    |                    |       |       |
| Bayer 04 Leverkusen       | Total               |                     |      |      |               |               |                    |                    |       |       |
| Total en su carrera       | Total en su carrera | Total en su carrera | 4    | 0    | 5             | 1             | -                  | -                  | 9     | 1     |

## Palmarés

### Títulos nacionales
| Título           | Club            | País      | Año  |
| ---------------- | --------------- | --------- | ---- |
| Primera División | Vélez Sarsfield | Argentina | 2024 |